# 劉勲
劉 勲（りゅう くん、生没年不詳）は、中国後漢末期の武将・政治家。字は子臺。徐州琅邪国の人。妻は王宋と山陽郡の司馬氏。兄が1人（名は不明）。従弟に劉偕。甥（兄の子）に劉威。『三国志』に伝はないが、各所に記録がある。娘が一人いる。

## 生涯

### 孫策に敗れる
袁術の故吏であり、曹操とも旧知であったという（『三国志』呉志「破虜討逆伝」、『三国志』魏志「司馬芝伝」が引く『魏略』）。
中平年間には沛国建平の県長を務めていた（『三国志』魏志「司馬芝伝」が引く『魏略』）。
揚州に進出した袁術は、廬江郡を孫策に命じて攻略させたが、太守の座には孫策ではなく、自分の元々の部下である劉勲を任命した（『三国志』呉志「破虜討逆伝」）。
劉勲は皖城を本拠としていた。建安4年（199年）6月に袁術が死ぬと、劉勲は孫策を頼って落ち延びようとする、袁術軍の大将の楊弘と張勲らを捕虜とし、財宝を略奪し、その軍勢も吸収したという
同じ頃、皇族の流れを汲む豪族の劉曄は、賊の鄭宝を討ってその配下を降参させて軍勢を手に入れていたが、資力などの問題から自身で軍勢を率いることを望まなかったため、劉勲に鄭宝の軍勢を預けることを申し出てきた。劉勲は不審がったが、劉曄が説明をすると納得し、鄭宝の軍勢をも吸収した（『三国志』魏志「劉曄伝」）。
こうして劉勲は長江・淮河の一大勢力へと発展した。しかし急増した兵を養えず、慢性的な兵糧不足に悩むことになる。
孫策はかねてから劉勲の勢力に恐れを抱き、表向きは友好関係を取り繕いつつ、攻撃の機会を狙っていた。あるとき、孫策は劉勲に贈り物と共に謙った内容の手紙を送り、豫章郡の上繚の賊を共に討つことを提案してきた。孫策の意図に疑問をもった劉曄は反対したが、劉勲は兵糧確保をする必要もあり、上繚へ出兵した。しかし、やはりその隙に本拠である皖城を孫策に攻め取られてしまった。劉勲は江夏太守の黄祖の支援を受けて西塞山において、孫策と戦ったが完敗したという（『三国志』魏志「劉曄伝」、『三国志』呉志「破虜討逆伝」）。

### 曹操に仕える
その後、劉勲は親交のあった曹操を頼り、北方へと落ち延びて行った。曹操は劉勲を迎え入れ列侯に取り立て、劉勲を議論や軍事の場に参加させたという（『三国志』魏志「司馬芝伝」が引く『魏略』）。
曹操が魏公に推挙されたときの上奏文に名を寄せた群臣達の中に、征虜将軍・華郷侯の劉勲の名がある（『三国志』魏志「武帝紀」が引く『魏書』）。
また曹丕との宴席に、奮威将軍の鄧展と共に招かれていたことがあるという（『三国志』魏志「文帝紀」が引く『典論』序）。
やがて劉勲は曹操との旧縁を頼みに、次第に思い上がるようになり、しばしば法令を犯し誹謗の言葉を吐くようになっていった。また、劉勲の部下や食客にも法令を犯す者が多かった（『三国志』魏志「司馬芝伝」が引く『魏略』）。
劉勲は河内郡に駐屯していたが、あるとき、食客らが郡境で法令に違反することがあった。劉勲は当時広平の県令であった司馬芝に手紙を送り、手心を加えるようそっと依頼したが、司馬芝は手紙に返事も返さず、法に従い処置したという（『三国志』魏志「司馬芝伝」）。
また、楊沛は法に厳しい処分を執ると、かねてより評判であった。あるとき、楊沛が鄴の令に赴任してくるという話を聞いた劉勲は、同様に驕慢な振る舞いが多かった曹洪と共に楊沛を恐れ、わざわざ一族や子弟に知らせて身を慎むよう注意させたという（『三国志』魏志「賈逵伝」が引く『魏略』）。
こうした一族や食客の数々の法令違反行為を、李申成という人物が告発したことがきっかけとなり、劉勲は罪に問われて処刑された。連坐として一族の劉威も免職となったという（『三国志』魏志「司馬芝伝」が引く『魏略』）。

## 参考資料
- 『三国志』
- 『後漢書』